# Theodore S. Wilkinson
Pour les articles homonymes, voir Wilkinson.
Theodore Stark « Ping » Wilkinson, né le 22 décembre 1899 à Annapolis, Maryland, et mort le 21 février 1946 à Norfolk, Virginie, est un vice-amiral américain.

## Biographie

### Jeunesse
Wilkinson entre dans la Académie navale d'Annapolis en 1905 et est diplômé et premier de la classe en 1909. Il sert deux ans en mer sur le cuirassé pré-dreadnought USS Kansas et sur le cuirassé dreadnought USS South Carolina. Il étudie ensuite à Université George Washington à Washington dans le Bureau de la Marine, et rejoint l'USS Florida le 25 juillet 1913 pour le service en mer. Le 21 et 22 avril 1914 il débarque à Veracruz, au Mexique où il obtient la Medal of Honor.

### Armée
Le 4 août 1914, il a été transféré sur le croiseur USS Tennessee (ACR-10) et deux jours plus tard il navigue vers l'est. L'USS Tennessee et l'USS North Carolina (ACR-12) évacuent les Américains bloqués sur le continent européens lors du déclenchement de la Première Guerre mondiale. Le 3 septembre 1914, il devient l'assistant de l'attaché naval à Paris et un mois plus tard il quitte ce poste pour rejoindre l'USS North Carolina.
De 1916 à 1919, Wilkinson sert en tant que chef de la section expérimentale du Bureau des Munitions, où il développe des matériaux munitions, des charges de gaz nocifs pour les coques et des écrans de fumée.
En 1921 et 1922, Wilkinson commande les destroyers USS Osborne (DD-295), USS Goff (DD-247) et USS Taylor (DD-94), avant de retourner à la section expérimentale.
Après avoir commandé le destroyer USS King (DD-242) à partir de janvier 1925 à décembre 1926, Wilkinson a dirigé la Section des archives du bureau de la navigation. En juin 1930, il devient officier d'artillerie de la flotte. Détaché de cette obligation en décembre 1931, il a rapidement assumé les fonctions de secrétaire général du Conseil de la Marine.
De septembre 1934 à juin 1936, Theodore Wilkinson est commandant-en-second de l'USS Indianapolis, puis il dirige la Division de la Planification du Bureau de la Navigation. En janvier 1941, il commande le cuirassé USS Mississippi.

### Seconde Guerre mondiale
Le 15 octobre 1941, promu contre-amiral, Wilkinson est nommé directeur de l'Office of Naval Intelligence (ONI).
Wilkinson est affecté à titre de commandant, 2e Division de la Flotte du Pacifique. En août 1942, il devient commandant adjoint du Pacifique Sud, avec l'amiral William Halsey et le général Douglas MacArthur. Halsey a été désigné commandant de la troisième flotte en mars, et Wilkinson est devenu commandant de la Troisième Force amphibie en juillet 1943.
Dans ces fonctions, il est crédité par l'historien naval Samuel Eliot Morison de développer la stratégie du saute moutons, visant à prendre le contrôle des îles du Pacifique Sud-Ouest occupée par le Japon, plutôt que des attaques frontales.
Poursuivant cette stratégie, Wilkinson a reçu la Médaille du service distingué (DSM) pour commander les forces amphibies en Nouvelle-Géorgie et dans les îles du Trésor et établi une position clé sur la côte ouest de l'île de Bougainville. Il a été promu vice-amiral en 1944, et a gagné une étoile d'or pour son leadership dans les attaques qui ont eu lien à Peleliu et à Angaur.
Par la suite, Wilkinson a obtenu une étoile d'or pour avoir commandé 79 Task Force (TF 79) en action dans les Philippines entre le 1er octobre 1944 et le 18 janvier 1945.

### Après guerre
En septembre 1945, il commande le Département de la Marine, et en janvier 1946 le vice-amiral Wilkinson devient aussi membre du Comité d'étude stratégique des chefs d'état-major.
Il décède le 21 février 1946, à un tragique accident de ferry à Hampton Roads, où il a pu sauver son épouse Catherine de la noyade, mais il a été incapable de se sauver.
Il est enterré au cimetière national d'Arlington et sa tombe se trouve dans la section 2, lot 3645.

## Décorations
Vice Admiral Theodore Stark Wilkinson´s :
| 1re rangée | Medal of Honor                                   | Medal of Honor                                   | Medal of Honor                                   | Medal of Honor                                   | Medal of Honor              | Medal of Honor              | Medal of Honor              | Medal of Honor              | Medal of Honor                                              | Medal of Honor                                              | Medal of Honor                                              | Medal of Honor                                              |
| 2e rangée  | Navy Distinguished Service Medal w/2 gold stars  | Navy Distinguished Service Medal w/2 gold stars  | Navy Distinguished Service Medal w/2 gold stars  | Navy Distinguished Service Medal w/2 gold stars  | Mexican Service Medal       | Mexican Service Medal       | Mexican Service Medal       | Mexican Service Medal       | World War I Victory Medal w/ Escort Clasp                   | World War I Victory Medal w/ Escort Clasp                   | World War I Victory Medal w/ Escort Clasp                   | World War I Victory Medal w/ Escort Clasp                   |
| 3e rangée  | American Defense Service Medal w/ Atlantic Clasp | American Defense Service Medal w/ Atlantic Clasp | American Defense Service Medal w/ Atlantic Clasp | American Defense Service Medal w/ Atlantic Clasp | American Campaign Medal     | American Campaign Medal     | American Campaign Medal     | American Campaign Medal     | Asiatic-Pacific Campaign Medal w/ four bronze service stars | Asiatic-Pacific Campaign Medal w/ four bronze service stars | Asiatic-Pacific Campaign Medal w/ four bronze service stars | Asiatic-Pacific Campaign Medal w/ four bronze service stars |
| 4e rangée  | World War II Victory Medal                       | World War II Victory Medal                       | World War II Victory Medal                       | World War II Victory Medal                       | Philippine Liberation Medal | Philippine Liberation Medal | Philippine Liberation Medal | Philippine Liberation Medal | Companion of the Order of the Bath                          | Companion of the Order of the Bath                          | Companion of the Order of the Bath                          | Companion of the Order of the Bath                          |